# Garberville
Garberville è un census-designated place (CDP) degli Stati Uniti d'America, situato nella contea di Humboldt in California.

A Garberville inizia la California State Route 254.
La popolazione era di 913 abitanti al censimento degli Stati Uniti del 2010. Si trova a circa 200 miglia (320 km) a nord di San Francisco, in California, a quindici minuti di auto dall'Humboldt Redwoods State Park ea sessanta minuti da Eureka, il capoluogo della contea. Garberville è la città principale nell'area conosciuta come Matel Region, costituita da parti dei bacini idrografici del fiume Mattole e Eel nelle contee meridionali di Humboldt e Mendocino settentrionale.